# 아산리 비석군
아산리 비석군은 충청남도 아산시 영인면에 있다. 2006년 3월 7일 아산시의 향토문화유산 제8호로 지정되었다.

## 개요
아산리 비석군은 원래 영인면사무소 앞 도로변에 있던 것을 20여 년 전 면사무소 안으로 이전하여 세운 것이다. 현감 이지함 영모비 등 총 10기의 비석이 있다.